# Piézoluminescence
La piézoluminescence est une forme de luminescence créée par la pression sur certains solides. Ce phénomène est caractérisé par des processus de recombinaison impliquant des électrons, trous et impuretés sur des centres ion. Certains cristaux piézoélectriques donnent une certaine quantité de piézoluminescence lorsque sous pression, comme dans le cas d’un briquet de poche lorsqu’on appuie sur le bouton. Il fut prouvé que le NaCl, KCl, KBr et des particules de polycristaline de LiF (TLD-100) comportent des propriétés piézoluminescentes. Il fut également découvert que les polymères ferroélectriques font de la piézoluminescence lors de l’application d’un stress.
Dans la littérature folklorique entourant la production de substances psychotropes, il fut rapporté que la DMT, la 5-MeO-DMT et le LSD produisait de la piézoluminescence. Tel que spécifié dans le livre "Acid Dreams" de Martin A. Lee, il est dit que Augustus Owsley Stansley III, un des plus prolifiques producteurs de LSD dans les années 1960, a observé et constaté de la piézoluminescence dans les formes les plus pures de composés, lesquelles observations ont été confirmées par Alexander Shulgin : « Un sel totalement pur, lorsque sec et brassé dans le noir, va émettre de petites étincelles de lumière blanche. »